# Dmesg
dmesg (abbreviazione dalla lingua inglese di display message, mostra messaggio) è un comando tipico dei sistemi operativi Unix e Unix-like che visualizza sullo standard output i messaggi contenuti nel buffer del kernel del sistema operativo.

Tali messaggi sono di tipo diagnostico o informativo, tipicamente visualizzati in fase di avvio del sistema operativo subito dopo il caricamento in memoria del kernel, e sono memorizzati in un buffer poiché, in tale fase, non sono ancora disponibili dei file system su cui poterli salvare (o al massimo sono disponibili in sola lettura).
Il comando viene tipicamente usato in un momento successivo all'avvio per memorizzarne permanentemente l'output in un file di log di sistema tramite un demone che implementi il protocollo syslog, o dall'amministratore  (root) per diagnosticare eventuali problemi.

## Sintassi
La sintassi generale di dmesg varia a seconda del sistema operativo in uso, tuttavia nella sua forma più semplice non prevede né parametri né opzioni, ovvero:
```
 dmesg
```